# Željko Šestić
Željko Šestić (* 30. března 1965 Záhřeb, Jugoslávie) je chorvatský divadelní, televizní a filmový herec.

## Filmografie

### Televizní role
- Na granici – doktor (2019)
- Rat prije rata – podplukovník Knežević (2018)
- Zlatni dvori – Tomislav (2017)
- Kud puklo da puklo – inspektor Križanac (2015–2016)
- Larin izbor – Marko Gaćina (2012)
- Dnevnik plavuše – majitel oftalmologické kliniky (2010)
- Odmori se, zaslužio si – policista (2010)
- Dolina sunca – kao prefekt Rogić (2009–2010)
- Sve će biti dobro – kao Davor Šestan (2008)
- Zakon ljubavi – Marinko Minić (2008)
- Bitange i princeze – Đoni (2008)
- Ponos Ratkajevih – Milivoj Vidmar (2007–2008)
- Urota – Marko Crnić (2007)
- Zabranjena ljubav – Bruno Majetić (2006–2007)
- Obični ljudi – pan Latin (2006)
- Balkan Inc. – Lepi (2006)
- Villa Maria – Zigimund "Ziga" Brežec (2004)

### Filmové role
- Winnetou & Old Shatterhand – Pole Czeslaw (2016)
- Duga mračna noć (2004)
- Četverored – partizán #2 (1999)
- Mrtva točka (1995)
- Đuka Begović – Joso (1991)
- Born to Ride – voják #2 (1991)
- Sokol ga nije volio – Moča (1988)

### Dabing
- Domaća ekipa – Jamie (2022)
- Petar Zecimir: Skok u avanturu – Gloucesterův krejčí (2021.)
- Pokemoni Film – Tajne džungle – starosta (2021)
- Vivo – naštvaný řidič (2021)
- Zmaj iz čajnika – policista, Buckley a číšník (2021)
- Skejterica – Vishwanath (2021)
- Dan za Da – pan Chan (2021)
- Spasioci iz Malibua – pan Rathbone (2020)
- Benji – Sam King (2020)
- Pustolovine Kida Opasnog – Trent Overunder (2020)
- Viteška družina – čaroděj Hogancross (2018)
- Akademija za vještičje – Agamemnon (2017)
- Majstor Mato – pan Peh (2017–2020)
- Vještičji načini – Agamemnon (2017)
- Prste(n) k sebi – pan Fraz (2016)
- Kuća obitelji Glasnić – policista, Karlo, soudce (2016)
- Top Cat: Mačak za 5 – babička Peh (2016)
- Promjena igre – Andrej Samić (2016)
- Sezona lova: Lud od straha – policista #1 (2016)
- Violetta – Pablo Galindo (2015–2017)
- Pustolovine hrabrog pjetlića – Willy (2015)
- Sofija Prva – Cedric (2013–2015)
- Henry Opasan – Trent Overunder (2015–2020); Jack Frittleman a Pčelar (2019)
- Pobuna letećih majmuna – Strašilo (2015)
- Sam i Cat – Robbie Shapiro (2014)
- Super špijunke – producent (2013)
- Sanjay i Craig – Sanjay Patel (2013– 2016)
- Nicky Deuce – Bobby Eggs (2013)
- Pipi Duga Čarapa: Pipi se ukrcava (2012)
- Mr. Moon – pan Mjesec (2010)
- Čudovišta iz ormara – Smitty (2009)
- Život buba – Rol (2008)
- 101 dalmatinac – seržant Tibs (2008)
- Osmjehni se i kreni! i čađa s dva Plamenika – Norves (2007)
- Kronike iz Narnije: Lav, vještica i ormar – profesor (2006)
- Znatiželjni George – taxikář, žena v muzeu, pracovník kontroly zvířat a Phil (2006)
- Ples malog pingvina – mužský tučňák #2, starší #4, člověk #2 a člověk #6 (2006)
- Garfield 2: Priča o dvije mačke – Bolero (2006)
- Auta a Auta 3 – Rusty Rust-Eze (2006, 2017)
- Zov divljine – Karlo (2006)
- Dama i Skitnica – bobr (2006)
- Čarobni mač – král Artuš (1999)
- Pustolovine braće Kratt – Zach
- Heroji u gradu – Stanko a další
- Kung fu Panda: Legende o fenomentastičnom – Crane
- Soli i Mo – Soli
- Dora istražuje – sova
- T.U.F.F. Puppy – Francisco
- Victorious – Robbie Shapiro, David Vega a hlavní Eikner (1. řada)
- Animanijaci (Animáci) – Wakko Warner[1]
- Umizoomi – Bot
- Big Time Rush – Gustavo Rocque
- Casper u školi strave – Ra
- Pingvini s Madagaskara – Private
- Poštar Pat: Posebna dostava – Pat Clifton
- Spužva Bob Skockani – Lovro Jastog (NET dabing)
- ICarly – Lewbert Sline, Shayův dědeček
- Čudnovili roditelji – Cosmo
- Pisma od Felixa – Felix a Julius
- Nove pustolovine Winnieja Pooha – Prasátko
- Tom a Jerry – Henry
- Patoruzito – Jeremiáš
- DI-GATA – Erik